# Dominio eminente
Dominio eminente es un concepto jurídico, que en el Derecho contemporáneo se aplica al dominio (entendido como parte del derecho de propiedad) que corresponde al Estado y se aplica en el concepto de expropiación.
En cambio, en contextos históricos, particularmente en el feudalismo medieval y su extensión durante el Antiguo Régimen, la propiedad de la tierra tenía una consideración peculiar, puesto que se compartía entre señor y siervo (o, más genéricamente, campesino), es decir, entre quien retenía ese dominio eminente y quien accedía al denominado dominio útil (en el caso de que las tierras se consideraran originalmente del señor, puesto que también era posible lo contrario -que hubiera sido el señor el que se atribuyera derechos sobre tierras originalmente de los campesinos-). Se ha interpretado el "dominio eminente" del señor como una mezcla entre propiedad y soberanía, con lo que la renta feudal por él percibida se identifica con el concepto de impuesto y el resto de los derechos que ejerce se identifican con el concepto de jurisdicción.
Los derechos que otorgaba cada dominio (útil y eminente) no fueron algo establecido definitivamente, sino que evolucionaron. Mientras que (en el caso de entender la relación originaria como una concesión del señor al campesino) inicialmente podía equipararse el dominio eminente como un dominio directo (prácticamente una propiedad) y el dominio útil con un dominio inferior; mientras que con el tiempo (especialmente en el contexto de la crisis del Antiguo Régimen en Francia y la Revolución francesa) podía equipararse el dominio útil con el directo, entendiéndose que correspondía al campesino un dominio de propiedad (el que corresponde a un "dueño"), quedándole al señor únicamente un dominio de superioridad (el que corresponde a un "señor" -concepto que queda así distinguido del de "dueño"-).
En distintas zonas de Europa la situación se ajustó en mayor o menor medida a ese esquema. Sería esa la situación en el norte y centro de Francia, la práctica totalidad de Alemania, el centro y sur de Italia y el Levante español. En esos casos, los campesinos tuvieron el dominio útil de la parte de los feudos denominada mansos, mientras que los señores retuvieron la reserva señorial, donde ambos dominios coincidían en el señor, con lo que pasaba a ser una propiedad simple. En cambio, en la mayor parte de Castilla el vínculo del señor con la tierra o bien nunca había sido de ese tipo, o bien se había disuelto con el tiempo, con lo  que era puramente jurisdiccional. La supresión de los señoríos en el inicio de la Edad Contemporánea en España se hizo diferenciando los conceptos de señorío territorial y señorío jurisdiccional, quedando suprimidos los jurisdiccionales (con lo que la plena propiedad se atribuye a los campesinos) y conformados como propiedad plena del señor los territoriales. La delimitación de los casos fue un asunto muy delicado, que se resolvía en los tribunales. En cambio, en Francia la denominada "abolición del feudalismo" se hizo en un contexto revolucionario, que incluyó la quema de los archivos señoriales por los campesinos que accedían a la propiedad de las tierras.